# Bernardo Canal Feijóo
Bernardo Canal Feijóo (Santiago del Estero, 23 de julio de 1897-Buenos Aires, 10 de octubre de 1982) fue un escritor y abogado argentino. En 1963 ganó el Gran Premio de Honor de la SADE.

## Biografía
Bernardo Canal Feijóo nació en la ciudad de Santiago del Estero, Argentina, pero realizó sus estudios de Derecho en la Universidad de Buenos Aires. En esta ciudad tomó contacto en 1922 con el grupo literario Martín Fierro junto a escritores como Jorge Luis Borges y Oliverio Girondo. En 1925 fundó la revista La Brasa. Feijóo ocupó cargos importantes en las universidades de Buenos Aires y La Plata.
obtuvo el Primer Premio de la Comisión Nacional de Cultura por su obra Ensayo sobre la expresión popular artística en Santiago del Estero (1938). Otros trabajos suyos son Mitos perdidos (1942) y Burla, credo y culpa en la creación anónima (1952). Fue miembro de la Academia Argentina de Letras desde 1975 hasta su muerte. Su obra más destacada fue su Ensayo sobre la expresión popular en Santiago del Estero, por el que recibió el primer premio de la Comisión Nacional de Cultura en 1938.
Durante la década del 40 comenzaría una serie de libros y escritos sobre la nacionalidad, con su obra más célebre proposiciones en torno al problema de una cultura nacional argentina de 1944, dónde plantea la necesidad del regionalismo –entendido como diálogo inmediato del espíritu con la realidad localizada de la naturaleza y de la historia. Tras la revolución de 1943 donde vio expresado los ideales nacionalistas que propugnaba pública un manifiesto junto a 120 escritores, poetas, y académicos nacionalistas en respaldo al nuevo gobierno.
Completado el giro nacionalista que tendría que ver tanto con sentimientos provocados por la guerra en Europa, colabora de forma epistolar con un ensayo político sociologico escrito por Oliverio Girondo y publicado en 1940 en los que Girondo tomaba posición ideológica oponiéndose al nazismo y al imperialismo inglés lo que causó su censura por parte de Victoria Ocampo.Tras ello Canal Feijoo trabo amistad con Girondo.
Sus obras lo acercarían al naciente peronismo.
Primer Premio de la Comisión Nacional de Cultura (1938), Primer Premio Municipal de la Ciudad de Buenos Aires (1944), Segundo Premio de la Dirección Nacional de Cultura (1958), Primer Premio Losada (1962), Gran Premio de Honor de la SADE (1963), Primer Premio Nacional de Teatro (trienio 1962/64), Premio Pluma de Oro de la Fundación Argentina para la Poesía (1980), Premio Sixto Pondal Ríos (1981), Premio de la Agrupación Cultural Gente de Letras (1981).

## Obra
- Penúltimo poema del fútbol (1924)
- Dibujos en el suelo (1926)
- La Rueda de la Siesta (1930)
- Sol alto (1932)
- Ñan (1932)
- Nivel de Historia (1934)
- Pasión y Muerte de Silverio Leguizamón (1937)
- Ensayo sobre la expresión popular artística en Santiago del Estero (1937, Premio de la Comisión Nacional de Cultura)
- Mitos perdidos (1938)
- Los casos de "Juan" (el ciclo popular de la picardía criolla) (1939)
- El reverso humorístico de la tristeza criolla (1940)
- La rama ciega (1942)
- La expresión popular dramática (1943)
- Pasión y muerte de Silverio Leguizamón (1944, versión teatral)
- De la estructura mediterránea argentina (1948)
- Burla, credo, culpa en la creación anónima (1951)
- Teoría de la ciudad argentina (1951)
- Confiles de Occidente (1954)
- Constitución y revolución; Juan Bautista Alberdi (1955)
- Integración constitucional argentina (1956)
- La frustración constitucional (1958)
- Alberdi y la proyección sistemática del espíritu de mayo (1961)
- La leyenda anonima argentina; Símbolo y rito en la narrativa popular (1969)
- De las "aguas profundas" en el Martín Fierro (1973)
- Lugones y el destino trágico; Erotismo, teosofismo, telurismo (1976)
- El canto de la ciudad (1980)
- En torno al problema de la cultura argentina (1981)

## Enlaces de interés
El Fondo Bernardo Canal Feijóo se encuentra disponible para la consulta pública en el Departamento de Archivos de la Biblioteca Nacional de la República Argentina. Para ver su descripción, las condiciones de acceso y datos de contacto ingrese en el Catálogo de la Biblioteca Nacional Mariano Moreno